# لاله لطیفه
لالا لطیفه (عربی: لالة لطيفة أمحزون) یک سیاست‌مدار اهل مراکش است.